# Душан Кошутић
Душан Кошутић (Горња Суваја, код Босанске Крупе, 1912 — околина Травника, 4. јануар 1945) био је учесник Народноослободилачке борбе и народни херој Југославије.

## Биографија
Рођен је 1912. године у селу Горњој Суваји, код Босанске Крупе. Потицао је из сиромашне сељачке породице. Основну школу је завршио у родном селу и до почетка Другог светског рата, бавио се земљорадњом и другим физичким пословима.
После окупације Краљевине Југославије и стварања усташке Независне Државе Хрватске, 1941. године у читавој Босанској крајини отпочео је усташки терор над српским становништвом. Немајући другог избора, Душан се одмах у лето 1941. године прикључио устаничким јединицама у Подгрмечу, а потом Првом крајишком партизанском одреду, формираном крајем октобра.
Био је храбар и способан борац. Када су на самом почетку устанка јаке усташке снаге кренуле из правца Босанске Крупе ка Босанском Петровцу, са циљем да униште устанике, многи голоруки устаници су почели да одступају и беже у збегове. Душан је тада окупио десетак бораца и са блиског одстојања сачекао усташе и засуо их пушчаном ватром и бомбама. Усташе су биле изненађене и приморане на повлачење. Због исказаних војничких способности био је најпре постављен за заменика, а потом за командира чете у Првом крајишком одреду.
У пролеће 1942. године приликом напада на усташка упоришта у околини Босанске Крупе, Душан се са неколико бораца пребацио у непријатељску позадину и напао усташе са леђа, чиме је доста допринео општем успеху акције. Приликом првог напада на Босанску Крупу, јуна 1942. године, на челу своје чете савладао је жичане препреке, прешао мост на Говедарици, уништио усташку предстражу и без иједне жртве довео своју чету у центар града. Овај његов подвиг, допринео је усташкој деморализацији и бржој предаји места. У лето 1942. године, са десетак својих бораца успео је да зароби 25 усташких војника.
У току 1942. године, као награду за своју храброст и оданост Народнослободилачкој борби, био је примљен у чланство Комунистичке партије Југославије (КПЈ). Октобра 1942. његов одред преформиран у Шесту крајишку ударну бригаду, а он је убрзо постављен за команданта једног батаљона.
У зиму 1943. године у току борби за време Четврте непријатељске офанзиве, на путу Босански Петровац-Босанска Крупа, приликом напада на немачку моторизовану колону Душан је међу првима отпочео напада и бомбом онеспособио један тенк, што је подстакло остале борце да сломе напад непријатеља. Приликом напада на Приједор, 1944. године заједно са групом бомбаша савладао је препреке на спољној линији одбране, заузео један бункер и на тај начин омогућио слободан пролаз својој јединици у унутрашњост града. Приликом исте борбе, починио је још један подвиг - противтенковском пушком принудио је неколико немачких тенкова на повлачење.
Октобра 1944. године, приликом изузетно тешких борби за ослобођење Травника, налазио се међу бомбашима и учествовао је у сламању отпора више стотина усташа утврђених у једној касарни. Погинуо је у борбама са немачким јединицама у близини Травника, 4. јануара 1945. године.
Још у току живота ушао је у легенду, међу борцима Првог крајишког одреда и Шесте крајишке бригаде, као и међу народом Подгрмеча. Због својих смелих подвига, од стране својих сабораца предложен је за звање народног хероја.
Указом Президијума Народне скупштине ФНР Југославије број 25/46 1. фебруара 1946. проглашен је за народног хероја.